# Brad Smelley
Brad Smelley (Tuscaloosa, 20 aprile 1989) è un giocatore di football americano statunitense che gioca nel ruolo di fullback per i Cleveland Browns della National Football League (NFL). Fu scelto nel corso del settimo giro (247º assoluto) del Draft NFL 2012 dai Browns. Al college ha giocato a football ad Alabama.

## Carriera professionistica

### Cleveland Browns
Smelley fu scelto dai Cleveland Browns nel corso del settimo giro del Draft 2012. Debuttò nella settimana 16 nella gara contro i Denver Broncos in cui ricevette un passaggio da 3 yard. Scese in campo anche la settimana successiva e terminò la sua stagione da rookie con 2 presenze e 3 yard ricevute

## Vittorie e premi
(2) Campione NCAA (2009, 2011)

## Statistiche
| Partite totali | 2 |